# شيلدون إتش كيني
شيلدون إتش كيني (بالإنجليزية: Sheldon H. Kinney)‏ هو ضابط أمريكي، ولد في 1918 في باسادينا في الولايات المتحدة، وتوفي في 11 ديسمبر 2005 في أنابولس في الولايات المتحدة.